# Marek Kalbus
Marek Kalbus (Königs Wusterhausen, 14 gennaio 1969) è un basso tedesco.

## Album studio
Ha studiato alla Hochschule für Musik Hanns Eisler di Berlino (insegnante: Roman Trekel) ed è stato allievo per cinque anni del soprano italiano Celestina Casapietra.

## Carriera
Nel 2000 vince l'International Hans Gabor Belvedere Singing Competition di Vienna. Da quel momento ha cantato in Germania, Italia, Danimarca, Belgio, Paesi Bassi, Repubblica Ceca e Polonia. Recentemente ha cantato su palcoscenici di fama mondiale come il Teatro Massimo Vittorio Emanuele (Palermo), Teatro Carlo Felice (Genova), Teatro Dal Verme (Milano), Teatro Lirico di Cagliari, l'Oper Bonn, Teatro municipale de Santiago del Cile, Konzerthaus Berlin e Philharmonie Berlin, International Art Centre De Singel Anversa, Sala Beethoven Bonn, l'International Al Bustan Music Festival di Beirut e Rudolfinum, Praga.

## Discografia
- Hamlet/Boris Godunov (Prokofjew), world premiere recording, Rundfunk-Sinfonieorchester Berlin, Mikhail Jurowski, CAPRICCIO 67058
- Eugen Onegin, (Prokofjew), world premiere recording, Rundfunk-Sinfonieorchester Berlin, Mikhail Jurowski, CAPRICCIO 67149-50
- Der Schmied von Marienburg (Siegfried Wagner), world premiere recording, Baltic Philharmonic Orchestra, Frank Strobel, NAXOS Marco Polo 8225346-48
- Die Zauberflöte (Wolfgang Amadeus Mozart), Würzburger Kammerorchester, Wolfgang Kurz, METRONIC

## Repertorio
- Wolfgang Amadeus Mozart
  - Don Giovanni (Don Giovanni)
  - Die Zauberflöte (Sarastro, l'Oratore)
  - Le nozze di Figaro (Figaro, il Conte d'Almaviva)
  - Così fan tutte (Alfonso, Guglielmo)
- Georges Bizet
  - Carmen (Escamillo)
- Giacomo Puccini
  - La bohème (Colline)
  - Tosca (Scarpia)
- Gioachino Rossini
  - La Cenerentola (Alidoro)
- Charles Gounod
  - Faust (Mephisto)